# Катастар
Катастар је збир података о земљишту који се користе за статистичке, економске и друге сврхе, за израду земљишних књига и као основа за опорезивање становника. Када се каже катастар, најчешће се мисли на катастар непокретности. Катастар непокретности је јавна књига која садржи евиденцију о непокретностима и правима над њима. Израда катастра се сматра битним послом од општег интереса. На основу катастра је могуће у земљишним књигама убележити право власништва над земљиштем.
Катастарски радови обухватају:
- премер земљишта
- класирање земљишта
- израда катастарског операта
- излагање катастарског операта
- одржавање катастра
- ревизију катастра

Осим земљишта, могуће је и неке друге активности или објекте референцирати географски и власнички, те се онда назову катастрима. Тако постоји катастар индустријских постројења, катастар зграда, катастар вода, катастар подземних вода, шумски катастар и други.
У последње време је новим технологијама омогућено да појам катастра буде примењен на ширу област људских делатности. Тако се помињу катастар винограда, катастар отпадних вода или катастар загађивача.